# NGC 7109
NGC 7109 est une galaxie elliptique située dans la constellation du Poisson austral. Sa vitesse par rapport au fond diffus cosmologique est de 4 978 ± 37 km/s, ce qui correspond à une distance de Hubble de 73,4 ± 5,2 Mpc (∼239 millions d'al). NGC 7109 a été découverte par l'astronome britannique John Herschel en 1834.
Selon Soares et ses collègues, NGC 7109 et NGC 7110 forment une paire de galaxie. La distance de Hubble de NGC 7110 est de 74,39 ± 5,22 (∼), ce qui est presque la même que celle de NGC 7109, confirmant qu'il s'agit peut-être d'une paire réelle de galaxies. Cependant, selon A. M. Garcia, NGC 7110 fait partie du groupe d'IC 5105, alors que NGC 7109 n'y figure pas. De plus, ces deux galaxies sont assez éloignées sur la sphère céleste. D'autre part, NGC 7109 figure dans l'Atlas and Catalogue of Interacting Galaxies, alors que NGC 7110 n'y est pas.

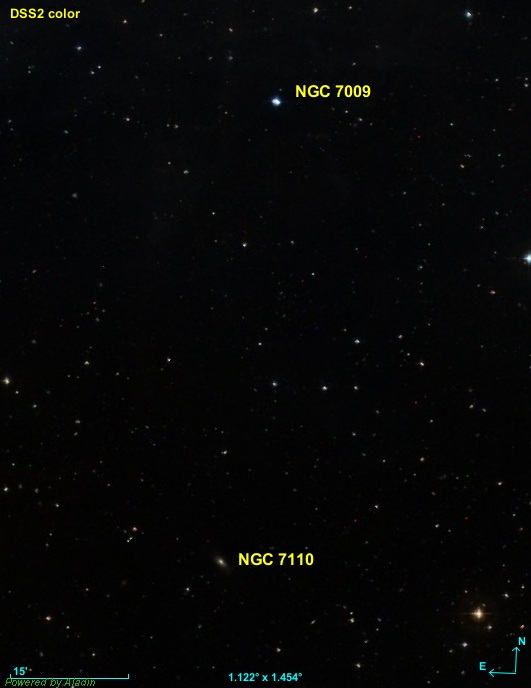
NGC 7109 et NGC 7110 sont à environ un degré l'une de l'autre.